# 마리아노 디아스 메히아
마리아노 디아스 메히아(스페인어: Mariano Díaz Mejía, 1993년 8월 1일, 카탈루냐 지방 프레미아 데 마르 ~)는 줄여서 마리아노(스페인어: Mariano)로 알려진 도미니카 공화국의 축구 선수로, 알라베스 소속 스트라이커이다.

## 클럽 경력
스페인 바르셀로나 주 프레미아 데 마르 출신으로, 마리아노는 인근 에스파뇰에서 축구를 시작했고, 하부 리그의 프레미아와 산체스 이브레의 경기에도 나섰다. 2009년, 그는 바달로나에 입단하여 2011년 8월 21일, 이냐키 고이코에체아와 교체로 들어가 0-1로 진 테루엘과의 2011-12 시즌 세군다 디비시온 B 경기에 21분 출전하며 성인 무대에 데뷔했다. 그는 두 번 더 후보로 출전하였다. 31일, 그는 첫 출전을 기록했는데, 1-3으로 패한 리넨세와의 그 시즌의 코파 델 레이 경기에 90분 출전해 만회골도 기록했다.
얼마 지나지 않아, 마리아노는 레알 마드리드와 계약하면서 유소년 무대에 복귀했다. 2012년 8월, 그는 3부 리그에 속해 있는 마드리드 연고 구단의 레알 마드리드 C로 승격되었다. 그는 그 곳에서의 두 번째 시즌에 주전으로 발돋움해 26경기 15골을 기록했고, 2013년 12월 22일, 세스타오를 상대로는 해트트릭을 기록해 5-2 안방 승리를 견인했다. 이듬해 1월 18일, 마리아노는 알프레도 디 스테파노 경기장에서 벌어진 스포르팅 히혼과의 세군다 디비시온 레알 마드리드 B의 경기에 나서서 신고식을 치렀지만, 1-2로 패했다. 그는 라울 데 토마스와 교체로 들어가 막판 5분을 뛰었다.
2014-15, 카스티야가 3부 리그로 갇으되면서, 마리아노는 2군의 주축이 되었다. 그는 10번 출전했는데, 6번을 교체로 출전했고, 5골을 넣었다. 3월 29일, 그는 5-1로 이긴 라스 팔마스 B와의 경기에서 데 토마스와 막판에 교체되어 들어가 2골을 넣었고, 일주일 후에는 약체 콩켄세와의 경기에 선발로 나서 7분 간격으로 두 골을 모두 넣었다.
2015년 10월 24일, 마리아노는 소쿠에야모스와의 안방 경기에서 홀로 3골을 넣어 3-1 승리를 이끌었고, 11월 8일, 3-2로 이긴 푸엔라브라다전에서도 같은 일을 반복했다. 이듬해 4월 17일, 그는 시즌 3호 해트트릭을 완성했는데, 게르니카 클루브와의 안방 경기에서 2번을 페널티킥으로 득점한 것을 포함 홀로 세 골을 넣어 카스티야를 선두에 올려놓았다. 그는 라 로다와의 시즌 최종전에서 시즌 25호골을 득점해 6-1 승리를 도왔고, 시즌 최다 득점자가 된 것은 물론, 바라칼도를 제치고 조 1위를 차지했다.
그는 2016년 8월 20일, 카림 벤제마가 등 부상으로 빠지면서, 지네딘 지단 1군 감독은 그를 1군으로 불러들였고, 1주 후에는 2-1로 이긴 셀타 비고전에서 77분에 알바로 모라타와 교체로 들어가 1군 첫 경기를 치렀다. 10월 26일, 그는 쿨투랄 이 데포르티바 레오네사와의 코파 델 레이경기에서 머랭 (Merengues) 소속으로 첫 골을 기록해 7-1 승리를 종결지었다.
2017년 리옹으로 이적한 후 2018년 레알 마드리드로 복귀하였다.

## 국가대표팀 경력
마리아노는 모친이 산 후안 데 라 마과나출신이기 때문에 도미니카 공화국 대표로 출전 가능하다. 그는 2013년 3월 24일, 이웃 나라 아이티와의 친선경기에서 국가대표팀 데뷔전을 치렀고, 3-1로 이긴 이 경기에서 막판에 골도 넣었다.
그러나 그는 이후 도미니카 대표팀에서 뛰지 않겠다는 뜻을 밝혔다. 훌렌 로페테기는 스페인 축구대표팀 감독 시절 마리아노를 발탁할 의사를 밝히기도 하였다.

### 국가대표팀 득점 기록
아래의 점수에서 왼쪽의 점수가 도미니카 공화국의 점수이다.
| #  | 날짜            | 경기장                                                  | 상대   | 점수 | 최종결과 | 대회     |
| -- | --------------- | ------------------------------------------------------- | ------ | ---- | -------- | -------- |
| 1. | 2013년 3월 24일 | 에스타디오 파나메리카노, 산 크리스토발, 도미니카 공화국 | 아이티 | 3–0  | 3–1      | 친선경기 |